# Kim Chi-woo
Kim Chi-woo (김치우?, 金致祐?; Seul, 11 novembre 1983) è un ex calciatore sudcoreano, di ruolo attaccante.